# 側肩投法

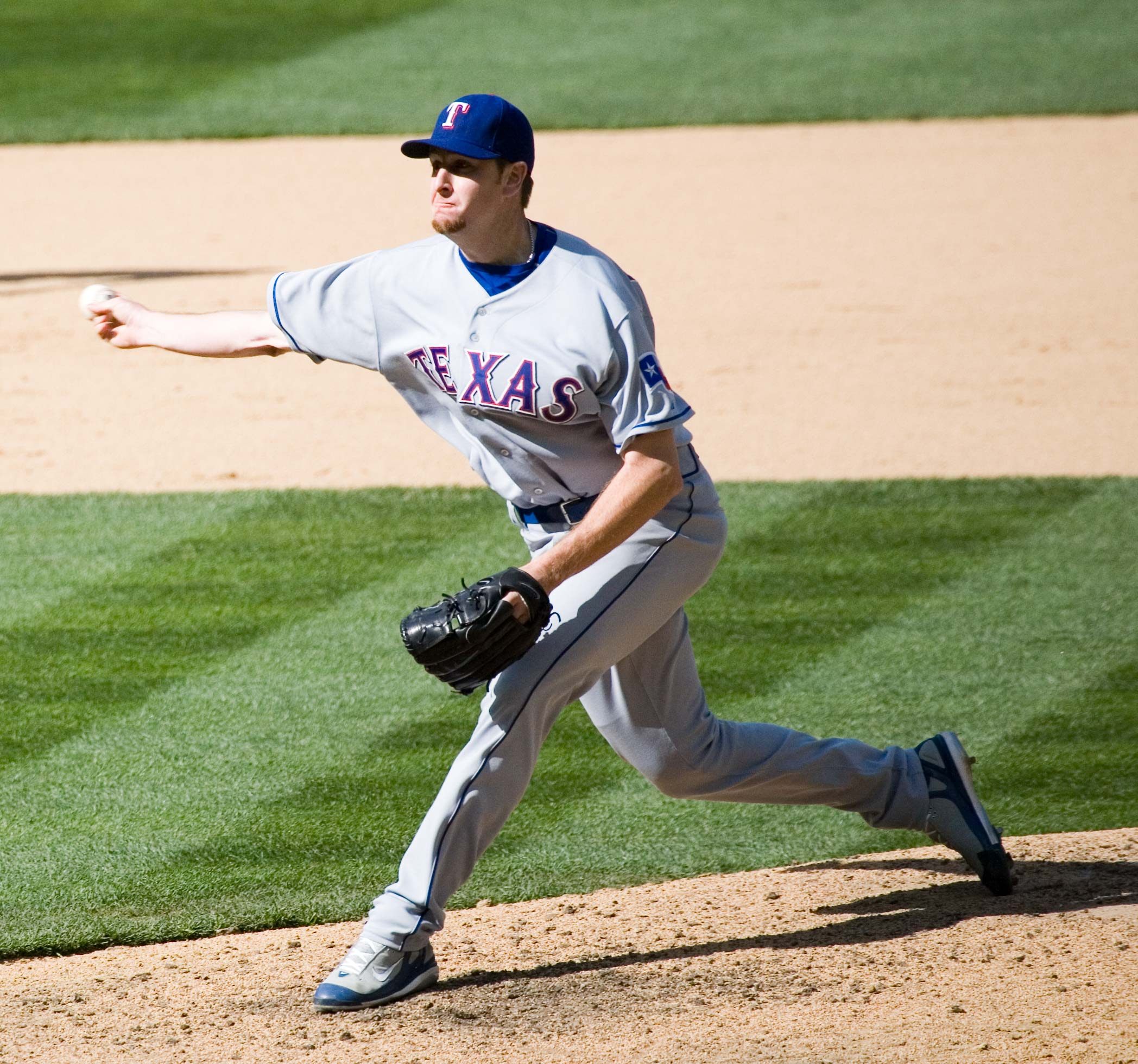
德州遊騎兵側投手Scott Feldman (baseball)投球英姿。

側肩投法（英語：Sidearm），又稱側投，為棒球投手的出手點之一，指投手投球時，以手臂橫擺的方式出手的投球方式。一般所提之側投多半指典型側投手，也就是左投手以九點鐘方向附近，而右投手以三點鐘方向附近為出手點的投手，出手點稍高者可視為四分之三側投（low three-quarters）或稱斜肩側投，而稍低者可視為低肩側投，但低肩側投的動作機制與側投有一定程度的歧異。

## 投球方式
側肩投法的投球方式與斜肩投法類似。在投球跨步的過程中，部分投手會將上半身明顯向胸前傾斜下探，類似下勾投手的投球機制，但出手時仍會將揮臂的角度轉為水平。若能在揮臂時轉為約莫水平的位置及減少上半身下探的幅度，無論採何種前置準備方式投球，基本上就能算是側肩投球。由於標準側肩投法的投球方式在執行過程的前半部分類似於四分之三投球，因而少部分採斜肩投法的投手偶爾會用突襲式側肩投法，以求擾亂打者節奏之效。

## 球路特性
側投手的球路水平橫移的幅度較斜肩投法來的大，因此對於同側打者有相當程度的威脅性，尤其是滑球及切球，而對於橫向及縱向變化兼具的伸卡球 （沉球）在下墜方面的威力會更大，會帶會同側打者內角的威脅，但對於反側打擊的打者來說，這些威脅卻成為有利之處，但側投投出的變速球對於所有打者都具有壓制性，而且球威不受出手角度的影響，因此現在的側投手對於變速球的訓練相當有意願，以增加對於相反側打者週旋的本錢。部分側投手亦能因投球技巧的掌握而能投出指叉球、曲球（如高津臣吾）等具有下墜效果的球路。

## 場上角色
以擔任中繼為主（如李振昌、岡本晃、三瀬幸司），但亦有身手不凡的側投手能勝任終結者（如艾克斯利、高津臣吾），甚至有部分的投手能勝任先發投手（如齋藤雅樹）。

## 知名投手

### 台灣
- 曾翊誠：原為斜肩投法，後改為側投，傷癒復出後專司中繼後援，亦曾擔任終結者，曾效力於統一獅。
- 耿伯軒：前美國職棒多倫多藍鳥隊球員（小聯盟１Ａ～小聯盟高階１Ａ）(2005年～2008年)、中華職棒兄弟象，擔任救援投手。
- 李振昌：中華職棒大聯盟中信兄弟右投手，擔任隊上終結者多年。
- 林晨樺：中華職棒大聯盟富邦悍將投手。
- 曾琮萱：中華職棒大聯盟Lamigo桃猿投手。
- 沈鈺傑：中華職棒大聯盟義大犀牛投手

### 其他國家
- 艾克斯利：美國職棒大聯盟傳奇終結者，亦為自先發轉任終結者最成功投手之一，曾效力於克里夫蘭印第安人、波士頓紅襪、芝加哥小熊、奧克蘭運動家、聖路易紅雀。
- 卡洛斯·馬摩爾：美國職棒大聯盟國家聯盟芝加哥小熊主力中繼投手。
- 艾克斯利：美國職棒大聯盟傳奇終結者，亦為自先發轉任終結者最成功投手之一，曾效力於克里夫蘭印第安人、波士頓紅襪、芝加哥小熊、奧克蘭運動家、聖路易紅雀。
- 齋藤雅樹：日本讀賣巨人前任先發投手，現任讀賣巨人隊一軍投手教練。
- 高津臣吾:前日本職棒中央聯盟養樂多燕子終結者、前美國職棒大聯盟芝加哥白襪終結者，曾效力於中華職棒興農牛隊，現已引退。
- 潮崎哲也（日语：潮崎哲也）：日本職棒1990年代傳奇投手，引退後擔任埼玉西武獅二軍投手教練，現為埼玉西武獅一軍投手教練，現役時期為一位將伸卡球控制至出神入化的投手，現役時代投出的伸卡球被日本棒球界封為「魔球」。
- 梅津智弘（日语：梅津智弘）：廣島東洋鯉魚主力中繼投手，高大纖瘦的身材、略為怪異卻流暢的出手機制與精準控球為其特點。
- 江本孟紀（日语：江本孟紀）：前阪神虎隊投手，現為日本知名政治人物、藝人、球評。